# David Mercer (dramaturge)
Pour les articles homonymes, voir David Mercer.
David Mercer, né le 27 juin 1928 à Wakefield et mort le 8 août 1980 à Haïfa, est un dramaturge britannique.

## Œuvres
- Where the Difference Begins (1961)
- A Climate of Fear (1962)
- Morgan, A Suitable Case for Treatment (1962)
- The Birth of a Private Man (1963)
- A Way of Living (1963)
- For Tea on Sunday (1963)
- Ride a Cock Horse (1965)
- The Governor's Lady (1965)
- And Did Those Feet (1965)
- Belcher's Luck (1966)
- In Two Minds (1967)
- Let's Murder Vivaldi, Massacrons Vivaldi (1968)
- The Parachute (1968)
- On the Eve of Publication (1969)
- The Cellar and the Almond Tree (1970)
- Emma's Time (1970)
- After Haggerty (1970)
- Flint (1970)
- The Bankrupt
- Afternoon at the Festival
- The Arcata Promise (1974)
- Duck Song (1974)
- Shoot the Chandelier (1977)
- Cousin Vladimir (1978)
- The Ragazza (1978)
- The Arcata Promise
- Find Me
- Huggy Bear[1]

## Cinéma
- 1977 : Providence d'Alain Resnais (scénariste)

Prix
- 1966 : BAFTA Awards du meilleur scénario britannique pour Morgan (film adapté d'une de ses pièces)
- 1977 : César du meilleur scénario original ou adaptation pour Providence